# Giuseppe Sottile
Giuseppe Sottile (Gangi, 15 marzo 1946) è un giornalista e scrittore italiano.

## Biografia
Giornalista professionista dal 1973, ha lavorato per diversi anni a Palermo, iniziando nel 1968 al quotidiano di proprietà del PCI L'Ora, diretto all'epoca da Vittorio Nisticò, per il quale ha condotto anche alcune inchieste su cronaca e mafia.
Nel 1977 è passato al Giornale di Sicilia di Antonio Ardizzone, del quale è stato anche capocronista e vicedirettore.
Lasciata Palermo nel 1992, è stato caporedattore de Il Giorno di Milano e del telegiornale di Italia 1, Studio Aperto , cariche mantenute entrambe sotto la direzione di Paolo Liguori. È poi passato a Il Foglio del quale è stato nel 2002 anche condirettore, e successivamente responsabile dell'inserto del sabato del quotidiano, incarico che mantiene ancora.
Nel 2006 ha pubblicato con Einaudi il suo primo romanzo Nostra signora della necessità, per il quale ha vinto anche il premio Hemingway.
Alle elezioni politiche del 2008 si è candidato per la Camera dei deputati, nel collegio Sicilia Occidentale, all'interno della lista Aborto? No Grazie, promossa dal direttore de Il Foglio, Giuliano Ferrara, lista che non ha ottenuto alcun eletto.
È stato dal 2015 al 2018 direttore del sito on line di informazione Live Sicilia, quindi del sito Buttanissima Sicilia.

## Vita privata
Ha un figlio, Salvo, anch'egli giornalista, conduttore televisivo e scrittore.

## Opere
- Nostra Signora della Necessità, 2006, Einaudi